# Rikke Skov
Rikke Erhardsen Skov (n. 7 septembrie 1980 la Viborg) este o jucătoare de handbal profesionistă din Danemarca și campioană olimpică. Este deținătoarea, împreună cu echipa națională de handbal a Danemarcei, a medaliei de aur la Jocurile Olimpice de vară din 2004 de la Atena.

## Cariera de club
Skov și-a început cariera de handbalistă în 1992, la vârsta de 12 ani. A jucat pentru Overlund GF până în 1994, când s-a transferat la Viborg HK. Skov a câștigat numeroase titluri cu Viborg, atât în competițiile interne cât și în cele europene. Palmaresul ei european include câștigarea Ligii Campionilor EHF Feminin în 2006, 2009 și 2010, și a Cupei EHF în 1999 și 2004. În campionatul intern, Skov și-a adjudecat cu echipa ei patru Cupe ale Danemarcei și șapte titluri de campioană a Danemarcei.

## Cariera la echipa națională
Rikke Skov a debutat în echipa națională feminină de handbal a Danemarcei pe data de 28 iulie 2000, și a fost numită căpitanul echipei în 2007. Cu echipa Danemarcei a câștigat, în 2004, medalia de aur la Olimpiada de vară de la Atena, învingând în finală, după loviturile de departajare de la șapte metri, echipa Coreei de Sud. 
De asemenea, Skov este deținătoarea unei medalii de argint la Campionatul European de Handbal Feminin din 2004, desfășurat în Ungaria. 
În aprilie 2009, Skov și-a anunțat retragerea de la echipa națională. Până în acel moment, Rikke Skov a jucat 107 meciuri și a înscris 296 goluri pentru țara sa. Cu toate acestea, Skov a fost convinsă să joace pentru Danemarca și la Campionatul European de Handbal Feminin din 2010, care s-a desfășurat în Danemarca și Norvegia, unde Skov a fost una din piesele de bază ale echipei sale. Danemarca a fost învinsă de Norvegia în semifinală și a ratat medalia de bronz în finala mică, fiind învinsă de România cu scorul de 16-15. Skov a fost principala marcatoare a Danemarcei în acest meci, alături de Ann Grete Norgaard, cu 4 goluri înscrise. În total, Skov a înscris 19 goluri la acest Campionat European.

## Viața personală
Rikke Skov este căsătorită cu o altă fostă handbalistă daneză care a jucat pentru Viborg, Lotte Kiaerskou, în vârstă de 35 de ani. Cele două și-au oficializat relația în 2005. În 2006, în urma unei fertilizări artificiale, Lotte a născut o fată, botezată Karoline. În vara lui 2008, Lotte a născut și un băiat, Andre. Lotte a declarat public: „Îmi doresc ca în curând și Rikke să rămână gravidă”.

## Rezultate
- Liga Campionilor

Câștigătoare: 2006, 2009, 2010
Finalistă: 2001
- Cupa EHF

Câștigătoare: 1999 and 2004
- Campionatul danez

Aur: 1999, 2000, 2001, 2002, 2004, 2006, 2008, 2009, 2010
Argint: 2007
Bronz: 2005
- Cupa Danemarcei

Câștigătoare: 2003, 2006, 2007, 2008

## Premii
- Jucătoarea anului în naționala daneză (în daneză: Årets Landsholdsspiller), în sezonul 2006/07[9] și 2007/08[10];
- Membru al All Star Team la Cupa Møbelringen, ediția 2008;[11]